# Skyline (Film)
Skyline (Alternativtitel Skyline – Der Tag des Angriffs) ist ein US-amerikanischer Science-Fiction-Film aus dem Jahr 2010, der von Greg und Colin Strause produziert wurde, die zuvor bereits bei Aliens vs. Predator 2 Regie führten. Sie übernahmen ebenfalls die Regie.

## Handlung
Es ist scheinbar eine Nacht wie jede andere in Los Angeles, als Jarrod, Elaine und ihre Freunde plötzlich von einem seltsamen blauen Licht und Erschütterungen wie bei einem Erdbeben geweckt werden.
Sehr bald finden die Freunde heraus, dass die Lichterscheinungen auf eine außerirdische Macht zurückzuführen sind, die nicht nur L.A., sondern vermutlich die ganze Welt angreift. Das Licht hat eine enorme Anziehungskraft, und die Menschen können sich nicht mehr abwenden, wenn sie einmal hineingesehen haben. Wer betroffen ist, bewegt sich unwillkürlich auf die Lichtquelle und damit auf die außerirdischen Raumschiffe zu. Immer mehr Personen werden von dem blauen Leuchten angezogen und in die Raumschiffe gesaugt. Die Freunde entscheiden, sich in ihrem Appartement zu verstecken und auf Hilfe zu warten. Letztlich erweist sich das jedoch als sinnlos, da immer mehr außerirdische Kreaturen sich in der Stadt verteilen und Jagd auf Menschen machen.
Beim Versuch, über die Tiefgarage mit Autos aus dem Hochhaus zu fliehen, sterben zwei der Freunde. Sie treffen weitere Menschen, die von den Aliens getötet werden, und fliehen schließlich zu einem Mann in sein Apartment. Dort wollen sie sich weiter verstecken. Da Jarrod anfangs kurzen Kontakt mit dem Licht hatte, aber rechtzeitig befreit wurde, entwickelt sich sein Körper in der Zwischenzeit innerlich weiter. Die Kontamination mit dem Licht kann zu Rage führen, wodurch eine enorme Kraft freigesetzt wird. Das weckt das Misstrauen der anderen Überlebenden, insbesondere das seiner Freundin Elaine.
Jegliche militärische Gegenmaßnahme scheint wirkungslos zu sein. Selbst der Einsatz nuklearer Waffen zwingt die außerirdischen Invasoren nicht in die Knie, da die Kriegsmaschinerie der Aliens über eine Art Regenerationsfähigkeit verfügt, welche jeden Schaden mit der Zeit beheben kann.
Nachdem nur noch Jarrod und Elaine bis zuletzt überlebt haben, enden schließlich auch sie in einem der über der Stadt schwebenden Raumschiffe. Hier zeigt sich, was genau die Außerirdischen mit den Menschen vorhaben: Sie entnehmen ihre Gehirne, um sie anschließend in zweibeinige Wesen einzupflanzen. Elaine muss zusehen, wie Jarrod das Gehirn entfernt wird. Aufgrund ihrer Schwangerschaft ist sie selbst offensichtlich für andere Pläne vorgesehen, weswegen sie in einen anderen Bereich des Raumschiffes gebracht wird. Man sieht, wie in einem Nebenraum Jarrods Gehirn in eine der Kreaturen eingepflanzt wird, er aber im Gegensatz zu anderen bei Bewusstsein bleibt und selbstständig den neuen Körper kontrollieren kann, was wahrscheinlich auf den Kontakt mit dem blauen Licht am Anfang des Films zurückzuführen ist. Zudem leuchtet sein Gehirn erst wie die der anderen blau, später aber rot. Bei der Kreatur, in die sein Gehirn und wohl auch sein Bewusstsein eingepflanzt wurde, leuchten seine vielen Augen nicht wie bei den anderen Kreaturen blau, sondern orange. Von Elaines Schreien aufmerksam gemacht, dringt er zu ihr vor und befreit sie von der ihr drohenden Behandlung. In der Schlussszene sieht man beide von anderen Aliens umringt. Der Film endet hier zwar sehr abrupt, im Abspann deuten jedoch einige Standbilder darauf hin, dass Jarrod Elaine befreien kann und mit ihr, sie tragend, vom Raumschiff flüchtet.

## Produktion

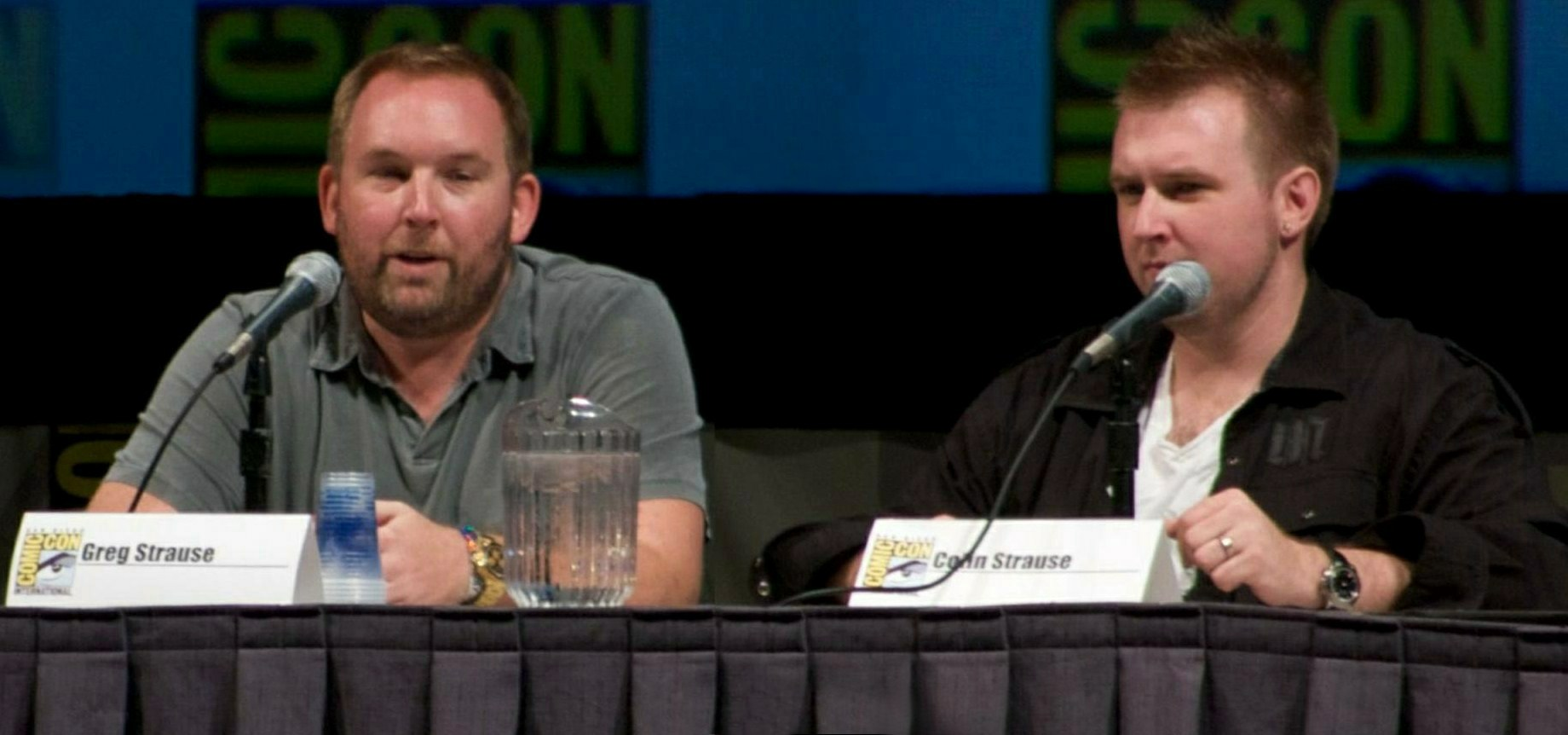
Greg Strause und Colin Strause bei der San Diego Comic-Con International 2010

Die Dreharbeiten fanden in Marina del Rey statt und dauerten vom Februar 2010 bis zum 31. März 2010 an. Die meisten Action-Szenen wurden in einem Hochhauskomplex gedreht, in welchem Greg Strause lebt. Die reinen Produktionskosten für die Dreharbeiten und die Schauspieler lagen bei 500.000 US-Dollar, doch mit allen visuellen- und Spezialeffekten belaufen sich die Produktionskosten auf zehn Millionen Dollar. Die Hauptfiguren werden von Eric Balfour, Scottie Thompson, Donald Faison und David Zayas verkörpert.
Am 11. November 2010 sagte Produzent Brett Ratner in der Opie and Anthony Show, dass die gesamten Produktionskosten des Films bei zehn Millionen US-Dollar liegen würden. Die Brüder Strause wollen zudem eine Fortsetzung mit ihrem eigenen Budget drehen und dafür einen Herausgeber suchen. 2017 wurde diese Fortsetzung unter dem Titel Beyond Skyline unter der Regie von Liam O’Donnell veröffentlicht.

## Veröffentlichung und Fortsetzungen
Der Film erschien am 12. November 2010 in den US-amerikanischen und am 23. Dezember 2010 in den deutschen Kinos. Mit Beyond Skyline bekam der Film 2017 eine Fortsetzung und drei Jahre später 2020 mit Skylines einen Abschluss der Trilogie.
Die deutsche Erstausstrahlung im Free-TV erfolgte am 20. Mai 2016 auf RTL II, die der Nachfolgefilme am 18. November 2019 und 17. März 2023 auf dem gleichen Sender.

## Box Office
Am Eröffnungstag, den 12. November 2010 spielte der Film 4,75 Mio. US-Dollar ein. Bis zum 14. November hatte der Film etwa 11,7 Mio. Dollar eingespielt und stand auf Platz vier der Top-Kinofilmanläufer am Wochenende, hinter Megamind, Unstoppable – Außer Kontrolle und Stichtag. Der Film spielte in den USA 21,4 Millionen Dollar ein, weltweit insgesamt 67,5 Millionen US-Dollar.

## Kritiken
„Die Brüder Colin und Greg Strause sind zwar auch schon als Regisseure aufgetreten, arbeiten aber vor allem als Spezialisten für Spezialeffekte, die sie unter anderem zu Avatar – Aufbruch nach Pandora und 2012 beigesteuert haben. Man sieht das in Skyline deutlich, in den großartigen Effekten, den sehenswerten Totalen von Zerstörung und Entführung. Aber weil all das nur minimal übers Effektgewitter hinausgeht, weil der Zuschauer nie Interesse für die Figuren und ihr Schicksal entwickeln kann, weil schließlich die Außerirdischen zwar angenehm rätselhaft bleiben, aber zugleich völlig austauschbar und eigenschaftslos bleiben, hat all das nichts mit uns zu tun. Man sieht einer leblosen Zerstörungsmaschinerie dabei zu, wie sie eine Welt in Schutt und Asche legt, die uns gleichgültig bleibt. Tumber kann Science-Fiction nicht sein.“

„Die weitgehende Beschränkung auf einen Schauplatz und die Auseinandersetzung der Menschen untereinander wird von den schwachen Dialogen und wenig präsenten Darstellern dramaturgisch nicht getragen.“